# Nowi Wyrky
Nowi Wyrky (ukr. Нові Вирки) – wieś na Ukrainie, w obwodzie sumskim, w rejonie sumskim, w hromadzie Biłopilla. W 2001 liczyła 439 mieszkańców, spośród których 144 wskazało jako ojczysty język ukraiński, 294 rosyjski, a 1 inny.